# Ulrich Strohhäcker
Ulrich Strohhäcker (* 9. September 1947) ist ein ehemaliger deutscher Sprinter und Hürdenläufer.
1969, 1970 und 1975 wurde er Deutscher Hallenmeister mit der 4-mal-400-Meter-Staffel.
Bei den Halleneuropameisterschaften 1970 in Wien gewann Uli Strohhäcker mit der bundesdeutschen Mannschaft Bronze in der 4-mal-400-Meter-Staffel.
Ulrich Strohhäcker startete für den VfB Stuttgart.

## Persönliche Bestleistungen
- 400 m: 48,0 s, 14. September 1969, Murrhardt
- 400 m Hürden: 51,7 s, 28. August 1969, Stuttgart

| Personendaten    | Personendaten                       |
| ---------------- | ----------------------------------- |
| NAME             | Strohhäcker, Ulrich                 |
| ALTERNATIVNAMEN  | Strohhäcker, Uli                    |
| KURZBESCHREIBUNG | deutscher Sprinter und Hürdenläufer |
| GEBURTSDATUM     | 9. September 1947                   |